# Vaccinium sinicum
Vaccinium sinicum är en ljungväxtart som beskrevs av Hermann Sleumer. Vaccinium sinicum ingår i Blåbärssläktet, och familjen ljungväxter. Inga underarter finns listade i Catalogue of Life.